# Almost Famous (Lumidee)
Almost Famous è l'album di debutto della cantante statunitense Lumidee uscito nel 2003.

## Tracce
1. Almost Famous (Interlude by DJ Tedsmooth)
2. Honestly
3. Crashin' A Party (featuring Kool Savas)
4. Never Leave You (Uh Oooh, Uh Oooh)
5. For Keeps
6. Go With Me (featuring Handsome Joe)
7. Only For Your Good
8. Suppose To Do
9. Air To Breathe
10. My Last Thug
11. Break Away
12. Me & You
13. Never Leave You (Uh Oooh, Uh Oooh) (Remix) (featuring Busta Rhymes & Fabolous)
14. Honestly (Remix) (featuring N.O.R.E.) UK Bonus Track